# Witte baarzen
Witte baarzen (Sillaginidae) vormen een familie van baarsachtige bodemvissen. De wetenschappelijke naam van de familie komt van het Griekse "syllego", wat zoveel betekent als "ontmoeten". 

## Kenmerken
Het zijn middelgrote vissen, van 15 tot 45 centimeter lang. De grootste is Sillaginodes punctatus, waarvan de langst bekende 72 centimeter lang was. Vissen uit deze familie zijn goed aangepast aan het leven op de bodem, waarbij de ogen omhooggericht zijn. Ze hebben een zilverkleurig lijf. Ze voeden zich met bodemorganismen zoals kreeftachtigen en borstelwormen. 

## Belang voor de mens
Veel van de middelgrote soorten in deze familie zijn belangrijk voor de commerciële visserij, met name in Japan. 

## Geslachten
Volgens Fishbase kent de familie 33 soorten in drie geslachten:
- Sillaginodes Gill, 1861
- Sillaginopsis Gill, 1861
- Sillago Cuvier, 1816